# Весенняя путёвка
«Весенняя путевка» — советский художественный фильм режиссёра Вариса Браслы, снятый по сценарию Фёдора Кнорре на Рижской киностудии в 1978 году.

## Сюжет
Пара недель, проведённых в приморском доме отдыха, изменили жизнь Лины. После знакомства с компанией молодых «дикарей», она влюбилась в Артура, товарища мужа соседки Лины по комнате. Романтические прогулки по вечернему пляжу и посещение небольших кафе были для Артура скорее эпизодом, ничего не значившей интрижкой. Они расстались, и разочарованная девушка дала себе слово больше никогда с ним не встречаться.
Но судьба распорядилась так, что им суждено было ещё раз найти друг друга. Сначала Артур был вынужден найти её городскую квартиру, чтобы забрать забытый паспорт, а позже, от своего товарища, он узнал, что Лина серьёзно заболела и лежит в больнице. Девушка отказала ему в свидании, но Артур добился недолгого разговора и после него приходит в больницу уже каждый день, понимая, что любит её и никогда не сможет забыть.

## В ролях
- Галина Белозёрова — Лина
- Андрис Берзиньш — Артур
- Инесса Саулите — Нина
- Валентина Талызина — Тоня
- Валентина Березуцкая — Сафарова[1]
- Илгонис Швикас — Юлий
- Рудольф Плепис — Пауль
- Имантс Скрастиньш — Прягин
- Аустрис Упелниек — Антон
- Всеволод Сафонов — дедушка Лины
- Алексей Ванин — ухажёр Тони

## Съёмочная группа
- Автор сценария: Фёдор Кнорре
- Режиссёр-постановщик: Варис Брасла
- Оператор-постановщик: Угис Эгле
- Композитор: Имантс Калныньш
- Художник-постановщик: Инара Антоне
- Художественный руководитель: Юлий Карасик
- Звукооператор: Анна Патрикеева
- Редактор: Я. Рокпелнис
- Директор: Г. Блументаль